# Crenitis paradigma
Crenitis paradigma är en skalbaggsart som först beskrevs av Armand D'Orchymont 1942.  Crenitis paradigma ingår i släktet Crenitis och familjen palpbaggar. Inga underarter finns listade i Catalogue of Life.